# Batalla de Ceuta (1309)
La batalla de Ceuta (1309) fue un enfrentamiento militar entre la Corona de Aragón y el reino nazarí de Granada en la ciudad de Ceuta durante la guerra castellano- granadina de 1309 a 1319. El Sultanato Benimerín deseaban ocupar la ciudad pero carecían de una armada para realizar la empresa. La corona de Aragón, que había entrado en guerra contra el reino de Granada, se propuso conquistar la ciudad para los benimerínes.

## Contexto
El 19 de diciembre de 1308, en Alcalá de Henares, Fernando IV de Castilla y los embajadores aragoneses Bernat de Sarriá y Gonzalo García rubricaron el tratado de Alcalá de Henares Fernando IV, que contaba con el apoyo de su hermano, el infante Pedro de Castilla, de Diego López V de Haro, el arzobispo de Toledo y del obispo de Zamora, acordó iniciar la guerra contra el reino de Granada el 24 de junio de 1309 y se comprometió, al igual que el monarca aragonés, a no firmar una paz por separado con el monarca granadino. El rey castellano aportaría diez galeras a la expedición y otras tantas el rey aragonés. Se aprobó con la compromiso de las dos partes que las tropas del reino de Castilla y León atacarían las plazas de Algeciras y Gibraltar, mientras que los aragoneses conquistarían la ciudad de Almería. Fernando IV se comprometió a ceder una sexta parte del reino de Granada al rey aragonés, y le concedió el reino de Almería en su totalidad como adelanto.
Mediante el tratado de Barcelona (1309) se acordó una alianza  entre el rey Jaime II de Aragón y Abu ur-Rabí Sulaymán, el sultán  meriní  mediante el cual el segundo contrataba los servicios de una flota y ejército de mercenarios cristianos aragoneses para la conquista de Ceuta, en poder del emir Nasr ibn Muhammad de Granada.

## La batalla
Las naves de Jaspert V de Castellnou ocuparon el Estrecho de Gibraltar mientras Eimeric de Bellveí comandó las naves de la Armada Real a las órdenes de Jaime II de Aragón en la conquista de Ceuta el 21 de julio de 1309 como operación previa a Cruzada de al-Mariyya de los benimerínes.

## Consecuencias
Una vez tomada la plaza fue entregada a los benimerines, quienes cambiaron de bando y decidieron auxiliar a los granadinos. El vicealmirante Eimeric, como capitán de la escuadra del estrecho de Gibraltar, tuvo que cerrar el paso hacia la península e impedir el paso de estos, ahora enemigos, en la península ibérica. Por su valentía fue comparado entonces con Roger de Lauria.
Jaime II de Mallorca añadió una galera al bloqueo del estrecho para rescatar unos mercaderes mallorquines retenidos en el reino nazarí de Granada.